# Neritos griseotincta
Neritos griseotincta là một loài bướm đêm thuộc phân họ Arctiinae, họ Erebidae.